# Mosolesa Tsie
Mosolesa Tsie (* 20. Januar 1980 in Maseru) ist ein ehemaliger lesothischer Boxer.
Er trat bei den Olympischen Sommerspielen 2000 in Sydney an. Im Weltergewicht verlor er in der ersten Runde gegen Steven Küchler aus Deutschland.